# Charles D. Smith
Charles Daniel H. Smith  (Bridgeport, Connecticut, 16 de julio de 1965) es un exjugador de baloncesto estadounidense que jugó durante 9 temporadas en la NBA. Con 2,08 metros de altura, lo hacía en la posición de ala-pívot.

## Trayectoria deportiva

### Universidad
Tras participar en 1984 en el prestigioso McDonald's All-American Team, jugó durante cuatro temporadas con los Panthers de la Universidad de Pittsburgh, en las que promedió 16,8 puntos y 8,1 rebotes por partido. En su primera temporada fue nombrado novato del año tras promediar 15 puntos, 8 rebotes y 2,2 tapones por partido. En su últio año fue nombrado MVP tras promediar 18,9 puntos, 7,7 rebotes, 3,1 tapones con un excelente porcentaje de tiro del 55,5%.

### Selección nacional
En 1986 fue convocado para la Selección de Estados Unidos para disputar el Mundial de Baloncesto celebrado en España, donde consiguieron la medalla de oro. Dos años más tarde participó en los Juegos Olímpicos de Seúl 1988, donde el equipo estadounidense ganó la medalla de bronce, tras perder ante la Unión Soviética en semifinales. Smith promedió 7,7 puntos y 4,1 rebotes a lo largo de la competición.

### Profesional
Fue elegido en la tercera posición del Draft de la NBA de 1988 por Philadelphia 76ers, siendo inmediatamente traspasado a Los Angeles Clippers a cambio de Hersey Hawkins y una primera ronda del draft del 89. Allí jugó 4 temporadas, siendo la más destacada la 1990-91, en la que fue máximo anotador de su equipo, con 20,1 puntos opor partido, y el segundo mejor reboteador tras Benoit Benjamin con 8,2 capturas por noche.
Antes del comienzo de la temporada 1992-93 fue traspasado junto con Doc Rivers, Bo Kimble y una futura ropnda del draft a New York Knicks a cambio de Mark Jackson. Allí jugó tres temporadas, alternándose en el puesto de ala-pívot con Charles Oakley. Mediada la temporada 1995-96 fue de nuevo traspasado, junto con Monty Williams a San Antonio Spurs, a cambio de J.R. Reid y Brad Lohaus, donde jugaría dos temporadas más antes de retirarse con 31 años. A lo largo de su carrera profesional promedió 14,4 puntos y 5,8 rebotes por partido.

## Estadísticas de su carrera en la NBA

### Temporada regular
| Año     | Equipo        | PJ  | PT  | MPP  | %TC  | %3P  | %TL  | RPP | APP | ROB | TPP | PPP  |
| ------- | ------------- | --- | --- | ---- | ---- | ---- | ---- | --- | --- | --- | --- | ---- |
| 1988-89 | L.A. Clippers | 71  | 56  | 30.4 | .495 | .000 | .725 | 6.5 | 1.5 | 1.0 | 1.3 | 16.3 |
| 1989-90 | L.A. Clippers | 78  | 76  | 35.0 | .520 | .083 | .794 | 6.7 | 1.5 | 1.1 | 1.5 | 21.1 |
| 1990-91 | L.A. Clippers | 74  | 74  | 36.5 | .469 | .000 | .793 | 8.2 | 1.8 | 1.1 | 2.0 | 20.0 |
| 1991-92 | L.A. Clippers | 49  | 25  | 26.7 | .466 | .000 | .785 | 6.1 | 1.1 | 0.8 | 2.0 | 14.6 |
| 1992-93 | New York      | 81  | 68  | 26.8 | .469 | .000 | .782 | 5.3 | 1.8 | 0.6 | 1.2 | 12.4 |
| 1993-94 | New York      | 43  | 21  | 25.7 | .443 | .500 | .719 | 3.8 | 1.2 | 0.6 | 1.0 | 10.4 |
| 1994-95 | New York      | 76  | 58  | 28.3 | .471 | .226 | .792 | 4.3 | 1.6 | 0.6 | 1.3 | 12.7 |
| 1995-96 | New York      | 41  | 4   | 21.7 | .388 | .133 | .709 | 3.9 | 0.7 | 0.4 | 1.2 | 7.4  |
| 1995-96 | San Antonio   | 32  | 30  | 25.8 | .458 | –    | .767 | 6.3 | 1.1 | 1.0 | 0.9 | 9.6  |
| 1996-97 | San Antonio   | 19  | 7   | 17.3 | .405 | .000 | .769 | 3.4 | 0.7 | 0.7 | 1.2 | 4.6  |
| Total   | Total         | 564 | 419 | 29.0 | .475 | .194 | .774 | 5.8 | 1.4 | 0.8 | 1.4 | 14.4 |

### Playoffs
| Año   | Equipo        | PJ | PT | MPP  | %TC  | %3P  | %TL  | RPP | APP | ROB | TPP | PPP  |
| ----- | ------------- | -- | -- | ---- | ---- | ---- | ---- | --- | --- | --- | --- | ---- |
| 1992  | L.A. Clippers | 5  | 5  | 29.6 | .393 | –    | .933 | 5.6 | 1.8 | 0.8 | 2.4 | 11.6 |
| 1993  | New York      | 15 | 15 | 25.9 | .471 | –    | .740 | 4.0 | 1.3 | 0.6 | 0.9 | 11.1 |
| 1994  | New York      | 25 | 18 | 24.5 | .480 | .000 | .729 | 3.8 | 1.0 | 0.5 | 1.0 | 8.8  |
| 1995  | New York      | 11 | 11 | 27.5 | .537 | .000 | .567 | 3.8 | 1.2 | 1.2 | 1.5 | 10.8 |
| 1996  | San Antonio   | 10 | 8  | 16.5 | .500 | –    | .375 | 3.7 | 1.0 | 0.7 | 1.0 | 5.1  |
| Total | Total         | 66 | 57 | 24.5 | .481 | .000 | .705 | 4.0 | 1.2 | 0.7 | 1.2 | 9.3  |